# TVジェネレーション
『MOGITATE!TVジェネレーション』（もぎたて テレビジェネレーション）は、1993年4月15日から1994年3月24日までTBS系列局で放送されていたTBS製作のバラエティ番組である。全47回。放送時間は毎週木曜 22:00 - 22:54 （日本標準時）。

## 概要
放送開始1年前まで日曜19:30枠で放送されていた『テレビ探偵団』のリニューアル版で、山田邦子と辰巳琢郎と松村邦洋が司会を務めていた。番組は毎回スタジオにゲストを招き、その人物の半生とゆかりの映像、そして過去のテレビ番組、ニュース、コマーシャルなどの映像を進行に用いていた。タイトルに「MOGITATE!」とあることから推察できるとおり、当時山田が並行出演していた『MOGITATE!バナナ大使』のスタッフの一部が参加していた。(ただし番組中で「MOGITATE!」という表現が使われたことは一度もない)
『テレビ探偵団』は三菱電機の一社提供だったが、本番組は三菱電機を含む複数社提供で放送されていた。
スタジオゲストは基本1名(1グループ)だが、メインゲストの関係者が特別ゲストとして登場するケースもあった。第19回では柳沢慎吾の憧れの人として清水健太郎が登場し生歌を披露した。第40回では、ゲスト伊藤かずえとレギュラー３人の憧れの人として、尾崎紀世彦、伊藤麻衣子、あべ静江、宮崎謙実が出演し、尾崎とあべはスタジオで生歌を披露した。
最終回では、当時TBSのアナウンサーだった渡辺真理の進行の下、司会3人のリクエスト番組をクイズ仕立てで紹介した。そして番組のラストでは、引き続き山田邦子と松村邦洋が司会を務める土曜19:00枠の後継番組『テレビの王様』の宣伝をして締めくくった。(渡辺真理は、最終回以外にも企画コーナーの司会役として、第32回と第40回に出演している)

## 出演者

### 司会
- 山田邦子
- 辰巳琢郎
- 松村邦洋

### スタジオゲスト
- 第01回　(1993年04月15日)　松田聖子
- 第02回　(1993年04月22日)　萩本欽一
- 第03回　(1993年04月29日)　高嶋政伸
- 第04回　(1993年05月06日)　上岡龍太郎、(特別ゲスト)　和田弘とマヒナスターズ&内田あかり
- 第05回　(1993年05月13日)　沢口靖子
- 第06回　(1993年05月20日)　東ちづる
- 第07回　(1993年05月27日)　津川雅彦
- 第08回　(1993年06月03日)　池谷幸雄、(特別ゲスト)　横森良造
- 第09回　(1993年06月10日)　時任三郎、(特別ゲスト)　ペギー葉山、秋満義孝(ピアノ演奏)
- 第10回　(1993年06月17日)　地井武男
- 第11回　(1993年06月24日)　田中義剛
- 第12回　(1993年07月01日)　和田アキ子
- 第13回　(1993年07月08日)　逸見政孝
- 第14回　(1993年07月15日)　小堺一機
- 第15回　(1993年07月22日)　長山藍子
- 第16回　(1993年07月29日)　榊原郁恵
- 第17回　(1993年08月05日)　ダチョウ倶楽部
- 第18回　(1993年08月12日)　酒井和歌子
- 第19回　(1993年08月19日)　柳沢慎吾、(特別ゲスト)　清水健太郎
- 第20回　(1993年08月26日)　野際陽子
- 第21回　(1993年09月02日)　峰竜太
- 第22回　(1993年09月09日)　沢田亜矢子
- 第23回　(1993年09月16日)　西城秀樹
- 第24回　(1993年09月23日)　山口美江
- 第25回　(1993年10月14日)　柳葉敏郎
- 第26回　(1993年10月21日)　森末慎二
- 第27回　(1993年10月28日)　片岡鶴太郎
- 第28回　(1993年11月04日)　伊東ゆかり
- 第29回　(1993年11月11日)　高田純次
- 第30回　(1993年11月18日)　石野真子
- 第31回　(1993年11月25日)　星由里子
- 第32回　(1993年12月02日)　ラサール石井
- 第33回　(1993年12月09日)　井上順
- 第34回　(1993年12月16日)　関根勤
- 第35回　(1993年12月23日)　伊東四朗
- 第36回　(1994年01月06日)　近藤真彦
- 第37回　(1994年01月13日)　多岐川裕美
- 第38回　(1994年01月20日)　林隆三
- 第39回　(1994年01月27日)　西郷輝彦
- 第40回　(1994年02月03日)　伊藤かずえ、（特別ゲスト）伊藤麻衣子、あべ静江、尾崎紀世彦、宮崎謙実
- 第41回　(1994年02月10日)　渡辺徹
- 第42回　(1994年02月17日)　山本陽子
- 第43回　(1994年02月24日)　渡辺正行
- 第44回　(1994年03月03日)　竜雷太
- 第45回　(1994年03月10日)　小林亜星、(特別ゲスト)　高橋元太郎、カータン、ガンちゃん(石村治樹)、しんぺいちゃん(坂本新兵)
- 第46回　(1994年03月17日)　谷啓
- 第47回　(1994年03月24日)　最終回

## スタッフ
- 構成：樋口弘樹(現 ひぐちひろき)、杉山王郎、腰山一生、小笠原英樹
- 音楽：大森俊之
- ナレーター：田中信夫
- 技術：白根英路
- カラー調整(VE)：中村孝雄
- カメラ：浜道(濱道)健一
- 照明：飯島雅宏
- 音声：立花成樹
- 音響効果：新谷隆生
- 美術プロデューサー：山田満郎
- 美術デザイナー：青木ゆかり
- 美術制作：鈴木浩二
- 編集：宮原茂太、松尾茂樹
- MA：小田嶋洋
- TK：伊藤篤美
- 取材(リサーチ)：三浦昭彦
- ディレクター：宮本稔、石塚宏充
- 演出：高田一
- プロデューサー：石川眞実、内山雄治
- 企画協力：太田プロダクション
- 制作協力：創都
- 製作著作：TBS

## コーナー
オープニングコーナー
視聴者が懐かしのテレビ番組の中で見つけた面白いシーンを、その番組のオープニングと併せて紹介していたコーナー。以下に紹介例を示す。
- 『オバケのQ太郎』（第1作、TBS）が日曜19:30枠での放送最終日となる1967年3月26日放送の第83回Bパートで、ギャングに捕まったオバQと正太を、翌週放送開始の『パーマン（第1作）』のパーマン1号が助ける。
- 『Gu-Guガンモ』（フジテレビ）で、半平太が姉・つくねの必殺技「タマクダキ」を破ろうと股の上に剣山を仕掛けるが、うっかり剣山が裏返しになり、逆に痛い目に遭う。
- 『巨人の星』（よみうりテレビ）第106話で、中日に入団したアームストロング・オズマの練習相手の投手の中に板東英二がいた。後年、板東が出演する番組でしばしば流された同シーンを、最初にピックアップして放送したのは本番組である。
- 第8回では『ミラーマン』の替歌があったという視聴者ハガキから、アコーディオン奏者の横森良造をゲストに迎え、司会3人が子供の頃に流行った替歌を披露した。

ニュースジェネレーション
辰巳が担当していたコーナーで、その回のゲストが生まれた日の出来事を当時の新聞記事やニュース映像から紹介。
出前ジェネレーション(第22回、第42回)
外国人俳優の新作映画のＰＲを兼ねて、その俳優が無名時代に出演したドラマを発掘。レギュラーの一人がインタビューを行ったＶＴＲを放送した。登場した俳優はハリソン・フォードとシルベスター・スタローン。
なんでも調査局
辰巳が担当していたコーナーで、毎回テーマを決めて特集を組み、VTRを作成して解説していた。例として、刑事ドラマ、スポ根、大河ドラマなどの特集があった。初めは単に「特集」と呼んでいたが、番組中盤から「なんでも調査局」と命名された。
- 第23回では「オールスター大運動会 芸能界スポーツ王は誰だ」と銘打ち、TBSで放送された『新春オールスター大運動会』の出場者の最高記録を放送。「走り高跳び」は、男子は1980年の天宮良と事崎正司（当時・ベルサイユ）の1m75、女子は1980年の橋本美砂子（元・ニューヤンキース）とEPOの1m45（なお橋本は100m競争優勝場面も放送）。「500m競走」は1978年から1981年まで優勝したアパッチけん（現：中本賢）だった。
- 第45回では、「うっかり八兵衛と巡る京都太秦時代劇の旅」というツアーを実施、うっかり八兵衛役の高橋元太郎はスタジオにも登場した。

おハガキプレイバック
松村が担当していたコーナーで、視聴者から寄せられた懐かしのテレビ番組に出ていた意外な人物などを紹介する。『テレビ探偵団』の「私だけが知っている」に相当するコーナー。以下に紹介例を示す。
- 萩本欽一が1977年4月8日放送のフジテレビの昼ドラ『あかんたれ』（東海テレビ）に出演したVTR。同日には萩本がフジテレビの全番組に出演する『欽ちゃんのドーンと24時間』が行われており、この作品も萩本が出演した番組の1つだった。
- 『鳥人戦隊ジェットマン』（テレビ朝日）第28話で、次元獣（テロップでは「ドライヤー怪人」）ドライヤージゲンが改心して理髪店に転業。

想い出の一曲
番組の最後は、ゲストのリクエスト曲を流して締める。（『テレビ探偵団』の方式を踏襲）
- スタジオに歌手本人が登場し、ナマ歌を披露した回もある。(第４回、第９回)
- 第22回では、ゲストの沢田亜矢子本人がピアノの弾き語りと生歌を披露した。
- 第38回では、ゲストの林隆三のピアノ演奏で山田邦子が歌っていた。
- 第41回では、ゲストの渡辺徹が「コーラス風」の皆さんと「茨城県民の歌」を歌った。
- 第45回では、スタジオに『ママとあそぼう!ピンポンパン』のカータン、ガンちゃん、しんぺいちゃんが登場し、ゲストの小林亜星が作曲した「ピンポンパン体操」を皆で歌った。